# Flutter Island
Flutter Island ist eine unregelmäßig geformte und fast zweigeteilte Insel in der Prydz Bay an der Ingrid-Christensen-Küste des ostantarktischen Prinzessin-Elisabeth-Lands. In den Vestfoldbergen liegt sie zwischen Trigwell Island und der Breidnes-Halbinsel.
Norwegische Kartografen kartierten sie anhand von Luftaufnahmen der Lars-Christensen-Expedition 1936/37 als zwei Inseln. Wissenschaftler einer von 1957 bis 1958 dauernden Kampagne im Rahmen der Australian National Antarctic Research Expeditions berichtigten dies und gaben der Insel ihren Namen. Namensgeber ist Maxwell John Flutter (* 1917), Leiter der Davis-Station im Jahr 1958.